# سیارک ۲۰۱۴۹۷
سیارک ۲۰۱۴۹۷ (به انگلیسی: 201497 Marcelroche، نامگذاری:2003JT17) دویست و یک هزار و چهارصد و نود و هفتمین سیارک کشف شده‌است که در ۲ مه ۲۰۰۳ کشف شد.